# Jorge Mandinga
Jorge Pereira Fernandes Mandinga é um político guineense , Ministro dos Transportes e Telecomunicações no governo de Nuno Nabiam.

## Biografia
Natural da Guiné-Bissau. É licenciado em Engenharia Civil pelo Instituto Superior Técnico da Universidade de Lisboa (ISTUL) e mestrado em administração de empresas pelo IMD, International Institute for Management Development ( Lausanne-Suíça). É dirigente de Assembleia do Povo Unido – Partido Democrático da Guiné-Bissau (APU-PDGB). Exerce a função do ministro de Transportes e Comunicações desde Março de 2020. 